# François de Poilly der Ältere

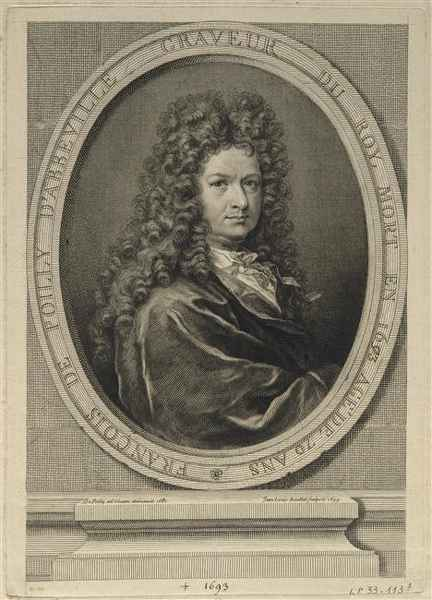

François de Poilly der Ältere (* um 1623 in Abbeville; † 1. April 1693 in Paris) war ein französischer Kupferstecher, Stichhändler und Verleger.
Er und sein Bruder Nicolas de Poilly (1627–1696) waren Söhne des Goldschmieds Charles de Poilly († 1646). 1638 ging er für drei Jahre nach Paris zum Graveur Pierre Daret, bevor er mit dem Buchdrucker und -händler Pierre Mariette (1603–1657) zusammenarbeitete.
1649–56 verbrachte er in Rom, wo er mit Pierre Mignard befreundet war. Er fertigte Reproduktionen von Giovanni Lorenzo Bernini, Alessandro Algardi, Salvator Rosa, Carlo Maratti, Raffael, Carracci und Guido Reni.
Am 24. Februar 1665 verlieh Ludwig XIV. ihm ein Privileg (ähnl. Urheberrecht) und am 31. Dezember 1669 ernannte er ihn zum Graveur Ordinaire du Roi.
Er zog viele talentierte Schüler wie Gérard Edelinck (1640–1707) an. Im fortgeschrittenen Alter änderte sich sein Stil zum Kalten und Monotonen.